# AdRoll
AdRoll és una companyia global de tecnologia de propietat privada. Ofereix anunciants retargeting productes per a multiplataforma, i dispositius de publicitat gràfica. La seua plataforma de màrqueting permet a les empreses utilitzar les seues pròpies dades de lloc web en el comportament del consumidor per a crear campanyes publicitàries personalitzades. AdRoll estava situada en 2007 a San Francisco, CA on té actualment la seu. El seu equip fundador consisteix del CEO Aaron Bell, el president i CMO Adam Berke, el COO i CFO Peter Krivkovich i el CTO Valentino Volonghi. La companyia en juny de 2014 va anunciar que estava afegint 100 nous llocs de treball en l'expansió de la seva oficina de Dublín, que quan s'implementara prendria el nombre de persones ocupades de 220 per a Dublín, i 540 en total. La missió d'Adroll des del seu naixement ha estat la d'"adoptar les tècniques de publicitat de mostra més avançades i que siguen accessibles per a les marques de totes les mides.” Actualment presta serveis a més de 15.000 anunciants en més de 100 països.
Adroll va rebre 89 milions de dòlars de finançament des de l'inici. Els seus inversors incloïen Foundation Capital, IVP, Accel Partners, Merus Capital, GlenMede, Northgate Capital i Peter Thiel. AdRoll s'ha associat amb més de 60 llocs d'intercanvis publicitaris i xarxes incloent Google DoubleClick (AdX), Facebook Exchange (FBX), Facebook Website Custom Audiences (WCA), Yahoo!, MSN, Twitter, and AppNexus per oferir la seua cartera de clients al 98% de la web.

## Història
AdRoll va ser fundada en 2007 a San Francisco, CA. Va ser llançada originàriament com a xarxa social de publicitat amb l'objectiu d'ajudar els editors de la veta de mercat a atraure els anunciants. AdRoll començà a guanyar força quan es desplaça a l'espai del retargeting el 2009 amb la seua introducció del producte d'"anada i tornada" (roundtrip). En 2012 AdRoll havia desembarcat 3.500 anunciants i va obrir la seua segona oficina a Nova York, Nova York al febrer de 2013. Quatre mesos després va comprar Bitdeli, una plataforma d'anàlisi de grans dades. AdRoll està creixent cada vegada major més la base de clients internacionals a l'haverv impulsat l'obertura a l'Europa, Orient Mitjà i Àfrica amb la seu a Dublín, Irlanda, en octubre 2013. AdRoll va finalitzar la seua segona i última adquisició de SaaS amb l'empresa retenció d'usuaris Userfox el gener de 2014. En resposta a una tendència de creixent ús de telèfons intel·ligents a tot el món, Adroll llançà una fase beta d'oferta en plataforma mòbil al febrer de 2014 que permet als seus anunciants reorientar els consumidors a través de diferents dispositius. AdRoll va obrir la seua quarta oficina en març de 2014 a Sydney, Austràlia.

## Premis i reconeixements
- AdRoll anomenada una Fastest Growing Company (empresa de ràpid creixement) per Inc. Magazine (2012 & 2013)[17][18]
- AdRoll va quedar 80è lloc als Inc. National HirePower Awards (2013)[19]
- Aaron Bell fou nomenat Most Promising CEO (CEO Més Prometedor) sota els 35 de Forbes (2013)[20]
- AdRoll nomenat a Best Place to Work (un gran lloc per a treballar) per San Francisco Business Times (2013 & 2014)[21][22]
- Aaron Bell nomenat Entrepreneur of the Year Northern California Finalist per Ernst and Young (2013 &2014)[23][24]
- Aaron Bell nomenat Best CEO (millor CEO) per San Francisco Business Times' Tech i Innovation Awards (2014)[25]
- AdRoll nomenat a Best Place to Work (un gran lloc per a treballar) a NY Tech per Internet Week New York (2014)[26]